# Blommersia blommersae
Blommersia blommersae is een kikker uit de familie gouden kikkers (Mantellidae). De soort werd voor het eerst wetenschappelijk beschreven door Jean Marius René Guibé in 1975. De soort behoort tot het geslacht Blommersia. De soortaanduiding blommersae is een eerbetoon aan Rose Marie Antoinette Blommers-Schlösser.

## Leefgebied
De kikker is endemisch in Madagaskar. De soort komt voor in het oosten van het eiland en leeft in de subtropische bossen van Madagaskar op een hoogte van 800 tot 1200 meter. De soort komt ook voor in nationaal park Ranomafana en nationaal park Andasibe Mantadia.

## Beschrijving
De soort heeft een lengte van 19 tot 20 millimeter. De rug is lichtbruin met donkerbruin gestreepte achterpoten. De buik is crèmekleurig.

## Synoniemen
- Gephyromantis blommersae Guibé, 1975
- Mantidactylus blommersae (Guibé, 1975)